# Gooimeer
Het Gooimeer is een 2670 ha groot randmeer dat ontstond bij de inpoldering van zuidelijk Flevoland. De zuidelijke oever wordt gevormd door de oude kust van het Gooi bij Naarden en Huizen, aan de voormalige Zuiderzee.

## Geografie
Het meer heeft aan de noordzijde Almere en aan de zuidzijde Naarden, Huizen en Blaricum (de Blaricummermeent). Het water wordt aan de ene kant begrensd door de Stichtse Brug, waar de A27 over gaat (richting Utrecht) en aan de andere kant de Hollandse Brug, waar de A6 over gaat (richting A1 en Amsterdam). Voor het Huizer strand, tegenover het Vierde Kwadrant bij de Stichtse Brug ligt eilandje De Huizerhoef. Het onbewoonde en hoefijzervormige eilandje heeft aanlegsteigers en biedt gelegenheid tot overnachten. Ter hoogte van het Naarderbos ligt De Schelp.
Het Gooimeer gaat westelijk over in het IJmeer en oostelijk over in het Eemmeer.

## Recreatie
Watersporters vinden hun toevlucht in de havens van Almere Haven, Huizen en Naarden. Bij Almere-Haven, bij de Hollandse Brug, het Zilverstrand, de Stichtse Brug en in Huizen heeft het Gooimeer een strandfunctie. Dit komt mede door het feit dat vanwege de historie als Zuiderzee-strand deze stranden erg ondiep zijn en dus ideaal voor recreanten. Midden op het water kan het desondanks met zwaar weer behoorlijk 'spoken' door de aanwezigheid van vele 'zuigputten'. Dit zijn zeer diepe putten (tot meer dan 30 meter) in de bodem waar met zuigmachines zand werd gewonnen. Dit zand werd onder andere gebruikt om de landerijen rondom Huizen op te hogen voor woningbouw.

## Ecologische betekenis
De zuidoever van het Gooimeer is samen met het Eemmeer een Natura 2000-gebied.
Bij de Hollandse Brug ligt aan de zuidzijde het Naardermeer en aan de noordzijde het Kromslootpark, een moerasgebied. Langs de randen van zuidelijk Flevoland komen veel trekvogels langs in lente en herfst; voor vogelaars is het daar goed toeven. Ook heeft het water een grote functie in de natuur. De aalscholvers uit het Naardermeer en het Markermeer vinden hier veel van hun gading. Het ondiepe water van het Gooimeer is zeer algenrijk. In warme zomers komt de giftige blauwalg tot ontwikkeling.